# Região central de Belo Horizonte
A Região Central (comumente chamada de Centro) da cidade de Belo Horizonte é toda a região situada no interior da Avenida do Contorno.
Seria, conforme o projeto original da cidade por Aarão Reis, a parte urbana da nova capital. A característica principal dessa região é que, pelo fato deata ter sido planejada no projeto original, todas as ruas se cruzam em ângulo de 90 graus, e, cortando as ruas em quase 45 graus, estão algumas avenidas, como Amazonas e Afonso Pena. Como as avenidas vão no sentido norte-sul ou leste-oeste e as ruas nos sentidos colaterais (noroeste-sudeste e nordeste-sudoeste), um cruzamento de avenidas forma quase uma rosa dos ventos geográfica, com uma variação de aproximadamente 15 graus de diferença no sentido horário.Outras vias, como a Avenida Augusto de Lima e a Avenida Olegário Maciel, seguem o mesmo padrão das ruas, cortando-as em 90 graus ou mantendo uma orientação paralela.
Não é uma regional, uma vez que faz parte da regional Centro-Sul. Esta última é formada pelos territórios da região Centro e da região Sul, daí seu nome. A região abriga os bairros: Centro; Barro Preto; Santo Agostinho; Lourdes; Savassi; Funcionários; Boa Viagem; e parte dos bairros Santa Efigênia e Floresta.